# جوش سافاج
جوش سافاج (بالإنجليزية: Josh Savage)‏ هو لاعب كرة قدم أمريكية أمريكي، ولد في 28 سبتمبر 1980.

## وصلات خارجية
- جوش سافاج على موقع مرجع كرة القدم المحترفة.كوم (الإنجليزية)
- جوش سافاج على موقع JustSportsStats.com (الإنجليزية)